# Ингибиторы моноаминоксидазы
Ингибиторы моноаминоксидазы (ИМАО, MAOI) — биологически активные вещества, способные ингибировать фермент моноаминоксидазу, содержащийся в нервных окончаниях, препятствуя разрушению этим ферментом различных моноаминов (серотонина, норадреналина, дофамина, фенилэтиламина, триптаминов, октопамина) и тем самым способствуя повышению их концентрации в синаптической щели.
К ингибиторам моноаминоксидазы относят некоторые антидепрессанты, а также ряд природных веществ.

## Классификация ИМАО
По своим фармакологическим свойствам ингибиторы моноаминоксидазы делятся на обратимые и необратимые, селективные и неселективные.
Селективные ИМАО ингибируют главным образом какой-либо один из типов МАО, неселективные — оба типа (МАО-А и МАО-Б).
Необратимые ИМАО взаимодействуют с моноаминоксидазой, образуя с ней химические связи. Фермент после этого оказывается неспособным выполнять свои функции и метаболизируется, а вместо него организмом синтезируется новый, на что обычно уходит около двух недель.
Обратимые ИМАО, связываясь с активным центром фермента, образуют с ним относительно стабильный комплекс. Этот комплекс постепенно диссоциирует, высвобождая ИМАО, который далее поступает в кровь и выводится из организма, оставляя фермент неповреждённым.

### Неселективные необратимые ИМАО
- Ипрониазид
- Ниаламид
- Изокарбоксазид
- Фенелзин
- Транилципромин

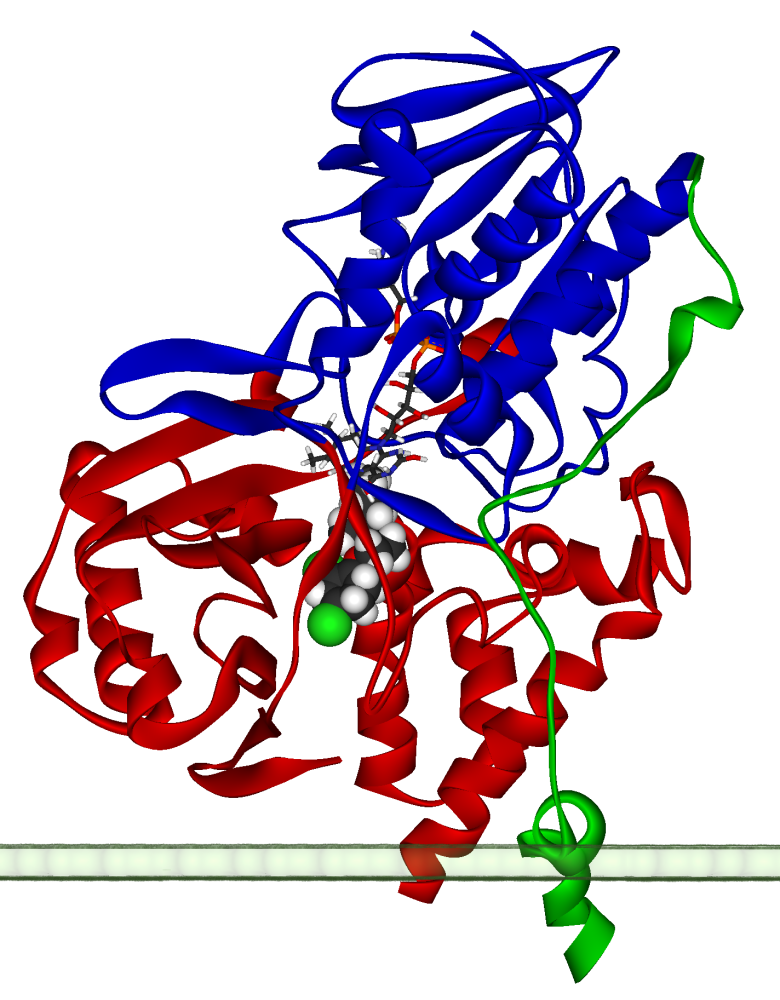
Моноаминоксидаза A

Строго говоря, относить транилципромин к этой группе не совсем корректно, так как он является обратимым ингибитором, однако на диссоциацию его комплекса с ферментом и полное его выведение из организма может понадобиться до 30 дней. Кроме того, он проявляет некоторую селективность по отношению к МАО-А.
В настоящее время неселективные ингибиторы МАО используются редко. Это связано с их высокой токсичностью. В отличие от большинства других неселективных ИМАО, совсем не используется ипрониазид, в настоящее время повсеместно снятый с производства из-за высокой гепатотоксичности; во многих странах по той же причине также снят с производства изокарбоксазид.
Клинически значимой активностью обладает также изониазид — противотуберкулёзный препарат, исторически первый ИМАО: именно эйфоризирующий эффект изониазида, наблюдавшийся у туберкулёзных больных, привёл к открытию ингибиторов моноаминоксидазы. По причине своей значительной гепатотоксичности и способности вызывать пиридоксиндефицитные полинейропатии изониазид перестал применяться в качестве ИМАО, за исключением его применения офф-лейбл в высоких дозах в комбинации с высокими дозами витамина В6 в странах, где недоступны другие гидразиновые ИМАО.

### Обратимые селективные ингибиторы МАО-А
- Моклобемид
- Пирлиндол (пиразидол)
- Эпробемид (бефол)
- Метралиндол (инказан)
- Гармалин
- Производные бета-карболинов (9-Me-BC[англ.] (9-метил-β-карболин), гармин, гарман)
- Метиленовый синий
- Амифламин (селективный — в низких дозах, в более высоких дозах теряет свою селективность[4][5])

### Необратимые селективные ингибиторы МАО-Б
- Селегилин
- Разагилин
- Сафинамид

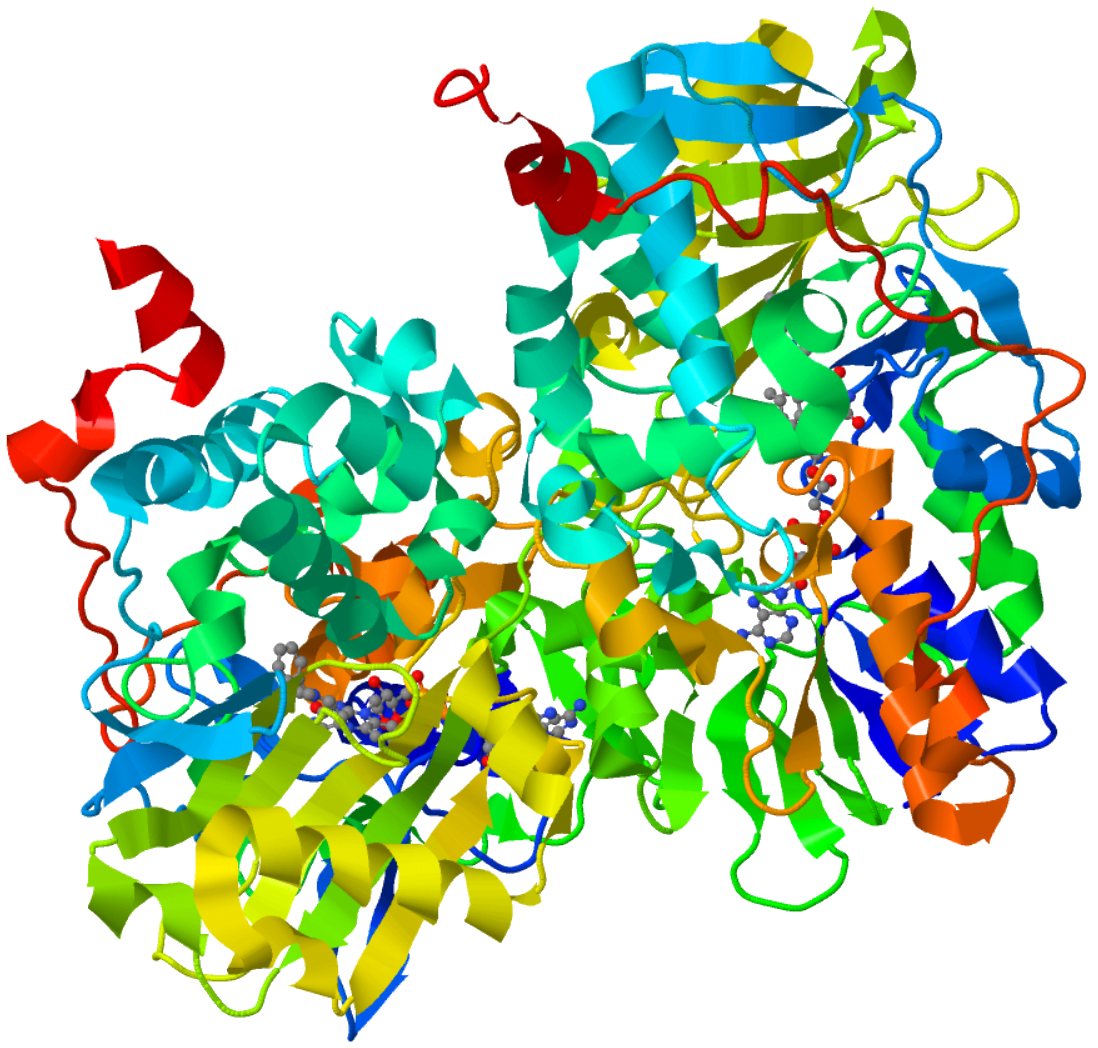
Моноаминоксидаза Б

Бифемелан относится к обеим категориям, так как является одновременно обратимым ингибитором МАО-А и необратимым ингибитором МАО-Б.
Деление на ИМАО-А и ИМАО-Б отчасти условно, поскольку в высоких дозах ИМАО-Б утрачивают селективность и начинают блокировать также МАО-А, а ИМАО-А в высоких дозах (превышающих максимальные рекомендованные в инструкции дозы) значимо блокируют также МАО-Б. Деление на необратимые и обратимые МАО тоже в какой-то мере условно: полностью необратимыми ИМАО являются лишь гидразиновые производные — ниаламид, фенелзин, изокарбоксазид, ипрониазид. Транилципромин и селегилин являются отчасти обратимыми: после прекращения их приёма моноаминоксидаза восстанавливается не через 2 недели, как после прекращения приёма гидразиновых ИМАО, а спустя 5—7 суток.
Разагилин (ранее также селегилин) официально зарегистрирован в России лишь для лечения болезни Паркинсона. Антидепрессивный эффект селегилина при монотерапии наблюдается только в высоких дозах, когда он утрачивает селективное действие. Однако в качестве потенцирующих средств селегилин и разагилин могут применяться в селективных МАО-Б дозировках, в которых они действуют как дофаминергические средства.
Селегилин в организме в незначительной мере метаболизируется в амфетамин, с чем отчасти связана его сильная стимулирующая активность.

## Терапевтическое действие
ИМАО, блокируя разрушение моноаминов моноаминоксидазой, повышают содержание одного или нескольких медиаторных моноаминов (норадреналина, серотонина, дофамина, фенилэтиламина и др.) в синаптической щели и усиливают моноаминергическую (опосредуемую моноаминами) передачу нервных импульсов (нейротрансмиссию). По этой причине в медицинских целях данные вещества используются в основном в качестве антидепрессантов. ИМАО-Б используются также при лечении паркинсонизма и нарколепсии.

## История
В 1951 году в Нью-Йорке были начаты клинические испытания двух новых противотуберкулёзных препаратов — изониазида и ипрониазида. Сначала этим испытаниям были подвергнуты больные  туберкулёзом с плохим прогнозом, однако и у них препараты доказали высокую эффективность. Кроме того, исследователи отметили, что больные при лечении этими препаратами испытывали лёгкое возбуждение, начинали демонстрировать избыток сил, а некоторые даже стали нарушать общественный порядок в больнице. Препараты показались интересными мировому медицинскому сообществу, их стали активно обсуждать и исследовать, в том числе исследовали их действие у пациентов с депрессией.
Было обнаружено, что ипрониазид является ингибитором моноаминоксидазы, и это открытие повлекло за собой создание широкого спектра ингибиторов МАО для использования их в качестве антидепрессантов, а также возникновение аминной теории аффективных расстройств. Первое поколение антидепрессантов — ингибиторов МАО, к которому относились производные гидразинов, являлось необратимыми и неселективными ингибиторами МАО. По причине своей гепатотоксичности и способности вызывать при взаимодействии с рядом пищевых продуктов и напитков тираминовый синдром препараты этого поколения применялись лишь ограниченно. Вследствие своей гепатотоксичности (проявляющейся особенно часто при взаимодействии с барбитуратами) ипрониазид и некоторые другие производные гидразинов перестали использоваться как антидепрессанты, а фенелзин и транилципромин продолжают применяться до сих пор.
Вторым поколением антидепрессантов группы ИМАО явились селективные необратимые ингибиторы МАО, способные, как и неселективные, вызывать тираминовый синдром. Третьим поколением явились селективные обратимые ингибиторы МАО, в целом реже вызывающие тираминовый синдром, чем ИМАО предыдущих поколений.

## Побочные эффекты

### Неселективные ингибиторы
Основным нежелательным эффектом является ортостатическая гипотензия, которая наблюдается почти у всех пациентов, принимающих эти препараты, тогда как гипертензивная реакция в результате взаимодействия ингибиторов МАО с продуктами или лекарственными средствами, способными спровоцировать гипертензивный криз, встречается редко.
Неселективные ингибиторы МАО обладают большим числом побочных действий. К ним относят головокружение, головную боль, задержку мочеиспускания, запоры, утомляемость, сухость во рту, нечёткое зрение, кожные сыпи, анорексию, парестезии, отёки ног, судорожные эпилептиформные припадки, гепатит. Кроме того, вследствие выраженного психостимулирующего эффекта эти препараты могут вызывать эйфорию, бессонницу, тремор, гипоманическую ажитацию; вследствие накопления дофамина — бред, галлюцинации и другие психические нарушения. Возможно развитие корсаковского синдрома. Приём неселективных ингибиторов МАО часто приводит к сексуальным побочным эффектам, таким как снижение либидо, эректильная дисфункция, задержка оргазма или его отсутствие, задержанная эякуляция или её отсутствие.
Как и другие антидепрессанты, ИМАО могут спровоцировать маниакальный эпизод у пациентов, имеющих соответствующую предрасположенность. ИМАО чаще вызывают маниакальные эпизоды, чем некоторые другие антидепрессанты, и по этой причине они не являются препаратами выбора при лечении депрессивных эпизодов с наличием предшествующих маниакальных.
Ипрониазид обладает выраженным гепатотоксическим действием, что предопределяет его непригодность для широкого использования в психиатрии. Фенелзин менее токсичен для печени по сравнению с ипрониазидом, но его частыми побочными эффектами являются гипотензия и нарушения сна, а изокарбоксазид может использоваться в случаях, когда пациенты хорошо поддаются лечением фенелзином, но страдают от этих побочных действий:192—193.
Транилципромин отличается от других ИМАО сочетанием способности ингибировать МАО и амфетаминоподобного стимулирующего действия; этот препарат частично метаболизируется в амфетамин. Некоторые пациенты становятся зависимыми от стимулирующего эффекта транилципромина. По сравнению с фенелзином он чаще может провоцировать гипертонические кризы, но меньше поражает печень. По данным причинам транилципромин следует назначать с большой осторожностью:193.

### Селективные ингибиторы
Применяются шире, так как дают значительно меньшие побочные эффекты. К возможным побочным действиям относятся нерезко выраженные сухость во рту, задержка мочи, тахикардия, диспептические явления; в редких случаях возможны головокружение, головная боль, тревога, беспокойство, тремор рук. Могут возникать также кожные аллергические реакции.

## Взаимодействия
Сочетание ингибиторов моноаминоксидазы с веществами, влияющими на обмен моноаминов, может привести к непредсказуемому усилению их действия и быть опасным для жизни.

### Продукты питания, несовместимые с ИМАО
Значительную опасность при использовании ИМАО, особенно неселективных необратимых ИМАО, представляет употребление продуктов питания, содержащих различные моноамины и их метаболические предшественники. В первую очередь это тирамин и его метаболический предшественник аминокислота тирозин, а также триптофан. Тирамин, подобно амфетаминовым психостимуляторам, вызывает высвобождение катехоламинов из нервных окончаний. Его совместный с ИМАО приём чреват гипертоническим кризом (см. тираминовый синдром).
Триптофан используется организмом для выработки серотонина, и употребление продуктов, содержащих большое его количество, может повлечь за собой серотониновый синдром.
Продукты питания, которых следует избегать:
- Все сыры, кроме свежего домашнего сыра (творога)[16], особенно острые и выдержанные[17]; молоко, сливки[18], сметана[17], кефир[13]
- Мороженое с сиропом[1]
- Красное вино, пиво, содержащее дрожжи (неочищенное)[16], вина рислинг и херес[19]:147, эль, ликёры, виски
- Копчёности, салями, куриная и говяжья печень[16], куриный паштет, мясные бульоны[13], маринады[12], любые продукты из несвежего мяса[20], жареная домашняя птица и жареная дичь[14]
- Икра, копчёная рыба, сельдь (сушёная либо солёная), вяленая рыба, паштет из креветок[16], маринованная рыба[14] (свежая рыба относительно безопасна)
- Яйца[19]:146
- Экстракты дрожжей[14][16] и пивные дрожжи (обычные пекарские дрожжи безопасны)
- Белковые добавки
- Бобовые[16] (бобы, чечевица, фасоль, соя), соевый сок[17]
- Квашеная капуста[16]
- Перезрелые фрукты, консервированный инжир[16], бананы[21], ананасы[19]:147, авокадо, изюм[17]
- Пряности[22]
- Все виды печенья[17]

Продукты, к которым следует относиться с осторожностью:
- Белое вино, портвейн
- Крепкие алкогольные напитки (опасность угнетения дыхательного центра)
- Некоторые фрукты, такие как инжир, чернослив, малина, ананас, кокосовый орех
- Кисломолочные продукты (простокваша, йогурт и др.)
- Шоколад[16]
- Соевый соус
- Арахис
- Кофеин, теобромин, теофиллин (кофе[16], чай, мате, кока-кола)
- Шпинат

Необратимые неселективные ИМАО требуют отказа от этих продуктов и упомянутых ниже лекарственных и наркотических средств во время их приёма и в течение двух недель после окончания приёма. В случае обратимых ИМАО ограничения диеты обычно бывают менее строгими и распространяются на время, пока вещество сохраняется в организме (не более суток). От употребления совместно с обратимыми ИМАО лекарств и ПАВ, перечисленных в списке, тоже следует воздержаться до полного их выведения.

### Взаимодействие с лекарственными и наркотическими средствами
Для предотвращения тираминового синдрома и серотонинового синдрома необходимо избегать применения во время терапии ИМАО следующих средств:
- Психостимуляторы амфетаминовой группы и родственные им — повышающие уровни катехоламинов в синаптической щели (амфетамин[23]:68, метамфетамин, сиднокарб и др.)
- Любые эмпатогены (энтактогены)
- Средства от простуды, содержащие симпатомиметики[20] (эфедрин[24], псевдоэфедрин, фенилпропаноламин, фенилэфрин[25], хлорфенирамин, оксиметазолин и др.): колдрекс, терафлю, ринза и т. п., спреи и капли для носа (нафтизин и т.п.)
- Средства для похудения[16]
- Пероральные гипогликемические средства[12]
- Ингибиторы обратного нейронального захвата моноаминов:
  - Кокаин[14]
  - Циклические антидепрессанты[16], в том числе кломипрамин, имипрамин[26]
  - Селективные ингибиторы обратного захвата серотонина (СИОЗС)[26][27], например пароксетин, циталопрам, флуоксетин
  - Венлафаксин[28]
  - Тразодон[27], нефазодон[27][28][29]
- Растительные антидепрессивные средства, содержащие зверобой[30]
- 5-гидрокситриптофан[31], триптофан[16]
- Препараты лития[29]
- Декстрометорфан (ДХМ)[26]
- Метаболические предшественники моноаминов: леводопа[12] (не следует применять леводопу в течение двух недель после отмены ИМАО[25]), метилдопа[14], 5-гидрокситриптофан
- Гипотензивные препараты (гуанетидин, резерпин, паргилин)[8]
- Адреналин[12][14] и местные анестетики, содержащие адреналин (лидокаин и новокаин безвредны)[8]
- Противоастматические препараты[8]
- Диуретики[8]
- Бета-блокаторы[1]
- Антигистамины[14]
- Барбитураты[14]
- Противопаркинсонические средства[19]:207
- Наркотические анальгетики[12] (петидин[32])

Ингибитор МАО нельзя назначать в сочетании с ингибитором МАО: это может привести к лихорадке, судорогам, смерти. После окончания приёма одного ингибитора МАО перед назначением другого ИМАО следует выдержать интервал не менее двух недель:120 (по другим данным, не менее одной недели, а по истечении одной недели ИМАО можно назначать лишь начиная с уменьшенной дозы).
После отмены флуоксетина перед назначением необратимого ИМАО необходимо выдерживать промежуток не менее пяти недель для предотвращения серотонинового синдрома. У пожилых пациентов этот промежуток должен составлять не менее восьми недель. После отмены циталопрама или флувоксамина перед назначением ИМАО должен быть перерыв как минимум одна неделя, после отмены пароксетина или сертралина — как минимум две недели.
При переводе с необратимых ИМАО на СИОЗС следует выдерживать перерыв четыре недели; при переводе с моклобемида на СИОЗС достаточно 24 часов.
Вероятность развития серотонинового синдрома при взаимодействии СИОЗС с селегилином или моклобемидом значительно ниже по сравнению с риском его возникновения при сочетании СИОЗС с неселективными необратимыми ИМАО, но всё же взаимодействие такого рода не исключено. Серотониновый синдром отмечался и при монотерапии моклобемидом:66.
При сочетании ИМАО с большинством трициклических антидепрессантов и родственных им лекарственных средств развиваются возбуждение ЦНС и артериальная гипертензия; после отмены ИМАО перед назначением ТЦА следует выдерживать интервал две недели, после отмены ТЦА перед назначением ИМАО — одну неделю.
При сочетании ИМАО с ребоксетином или венлафаксином усиливается действие на ЦНС, повышается токсичность; эти препараты не следует назначать в течение двух недель после окончания приёма ИМАО, а ИМАО не следует назначать в течение одной недели после отмены ребоксетина или венлафаксина.
При сочетании с триптофаном развиваются возбуждение ЦНС, спутанность сознания.
ИМАО потенцируют действие антипсихотических препаратов:206. Сочетание ИМАО с рядом антипсихотиков (аминазин, тизерцин, тералиджен, мажептил, трифтазин, модитен, неулептил, тиоридазин и др.) может приводить к усилению токсичности антипсихотиков:207. Клозапин может усилить центральные эффекты ИМАО.
Ингибиторы МАО потенцируют действие психостимулирующих средств:207.
При сочетании ИМАО с М-холиноблокаторами антихолинергическое действие М-холиноблокаторов может усиливаться:207, могут усиливаться побочные эффекты.
Сочетание с противоэпилептическими средствами может приводить к изменению характера эпилептических припадков:207. ИМАО могут проявлять антагонизм с противосудорожным эффектом противоэпилептических средств (снижать судорожный порог). Сочетания ИМАО и противоэпилептических средств следует избегать, противоэпилептические средства не рекомендуется применять в течение двух недель после прекращения приёма ИМАО.
При сочетании ИМАО с гипотензивными препаратами усиливается гипотензивный эффект. Необратимые ИМАО нежелательно сочетать с гипотензивными препаратами из-за риска возникновения тяжёлой ортостатической гипотензии, либо же следует снизить дозу гипотензивного препарата.
Риск ортостатической гипотензии возникает также при сочетании ИМАО с алтретамином.
При сочетанном применении с ганглиоблокаторами усиливается эффект ганглиоблокаторов, такое сочетание следует применять с осторожностью, начиная лечение с приёма малых доз:206.
В сочетании с альфа-адреномиметиками повышается риск аритмий, применение данного сочетания недопустимо. Также возрастает риск аритмий при совместном применении с бета-блокаторами:206.
ИМАО усиливают действие алкоголя, седативных и анксиолитических средств, а также обезболивающих, иногда выводя действие этих препаратов за черту безопасности. Сочетанное применение ИМАО и буспирона не рекомендуется. Алкогольные напитки, содержащие тирамин, могут в сочетании с ИМАО вызывать тираминовый синдром; при сочетании ИМАО и алкогольных напитков, не содержащих тирамина, происходит усиление гипотензивного эффекта.
ИМАО могут осложнить проведение процедур, связанных с анестезией или анальгезией, так как они взаимодействуют с наркотическими веществами, вызывая синдром, проявляющийся ажитацией, лихорадкой, головными болями, судорогами, комой с возможностью смертельного исхода. Они могут явиться причиной угнетения дыхания. Летальные исходы отмечались при применении меперидина. Пациентам, которым предстоит операция, следует заблаговременно снизить дозу ингибиторов МАО, чтобы исключить нежелательные реакции на медикаменты.
Сочетанное применение ИМАО и прокарбазина может привести к лихорадке, судорогам и смерти:127.
ИМАО могут усиливать гепатотоксическое действие гормональных контрацептивов:206.
У пациентов с сахарным диабетом, принимающих инсулин, может наступить более резкое снижение уровня сахара. В этом случае дозу инсулина можно уменьшить. Может усиливаться гипогликемический эффект и пероральных гипогликемических препаратов:207.
При сочетанном применении ИМАО и препаратов для йодотерапии усиливаются побочные эффекты ИМАО, поэтому применение данного сочетания недопустимо:120.
Агонисты 5-HT1-рецепторов приводят к риску токсического действия ИМАО на ЦНС.

## Ограничения к применению
ИМАО противопоказаны во время беременности из-за риска развития гипертонического криза. Кроме того, в исследованиях на животных была отмечена связь между приёмом ИМАО и задержкой внутриутробного роста.
Наличие у необратимых ИМАО гипотензивного эффекта и способности провоцировать ортостатическую гипотензию затрудняет их применение у пациентов с исходной гипотензией и склонностью к обморокам, у пожилых пациентов с выраженным церебральным атеросклерозом, при выраженной артериальной гипертензии, когда опасно резкое снижение артериального давления.

## Меры предосторожности
При внезапной перемене положения тела может возникнуть чувство неустойчивости. Этого можно избежать, если подниматься из горизонтального положения медленно. Если препараты принимаются во время еды, этот и другие побочные явления выражены гораздо слабее.
Следует соблюдать осторожность при обслуживании механизмов и при управлении машиной, поскольку многие пациенты в начальном периоде лечения ИМАО склонны к повышенной сонливости.

## Немедицинское использование
Есть ряд сообщений о злоупотреблениях ингибиторами МАО. Механизм злоупотребления может быть обусловлен сходством химической структуры ИМАО с химической структурой амфетамина; однако механизм действия ИМАО и амфетамина существенно различаются. Лица, злоупотребляющие ИМАО, могут быть особенно склонны к развитию гипертонических кризов, так как они используют высокие дозы ИМАО и/или могут не знать о рекомендуемой диете.

### Взаимодействие с фенилэтиламиновыми и триптаминовыми психоделиками
Большинство триптаминов являются хорошими субстратами для МАО-А. DMT и 5-MeO-DMT при пероральном приёме метаболизируются ею уже в ЖКТ и печени, не успевая попасть в кровь, поэтому они неактивны при пероральном приёме. 4-гидрокси-ДМТ (псилоцин) менее подвержен деградации посредством МАО, так как его гидроксильная группа в 4-м положении затрудняет его связывание с активным центром фермента, вследствие чего он оказывается перорально активным. Алкильные заместители на аминогруппе, более объёмные, чем метил (этил, пропил, циклопропил, изопропил, аллил и т. п.), тоже затрудняют метаболизм триптаминов с такими заместителями посредством МАО, поэтому все подобные триптамины активны при пероральном употреблении. Альфа-метил в молекулах триптаминов, подобных AMT и 5-MeO-AMT, значительно затрудняет их метаболизм посредством МАО и превращает их де-факто из субстратов в слабые ингибиторы этого фермента.
Ингибирование периферической МАО-А в ЖКТ и печени сильными ИМАО позволяет сделать такие триптамины, как ДМТ и 5-МеО-ДМТ, перорально активными, а кроме того, усилить и продлить действие других триптаминов, таких как псилоцин и DET. С другой стороны, длительный приём ИМАО в качестве антидепрессантов значительно ослабляет действие психоделиков. Происходит это, очевидно, вследствие изменений в моноаминергических системах мозга, вызванных повышенным уровнем моноаминов. Природа этого феномена в настоящее время остаётся неясной и не объясняется простой потерей чувствительности серотониновых рецепторов, с которыми взаимодействуют психоделики.
Таким образом, приём ИМАО совместно с триптаминами или непосредственно перед употреблением триптаминов пролонгирует и в некоторых случаях усиливает действие последних, а кроме того, даёт возможность использовать перорально такие триптамины, как ДМТ. На этом основан принцип действия аяуаски и подобных ей смесей, в том числе и так называемой фармахоаски, в которой вместо растительных компонентов используется чистый ДМТ, а в качестве ИМАО могут использоваться и традиционная Banisteriopsis Caapi, и семена Peganum Harmala, или их экстракты, или даже моклобемид (аурорикс). Однако приём необратимых ИМАО за несколько дней до приёма психоделика ослабит его действие. То же самое произойдёт и при длительном использовании и необратимых, и обратимых ИМАО перед тем, как будет принят психоделик.
Употребление 5-MeO-DMT совместно с ИМАО небезопасно. Многие отмечают сильные и неприятные побочные эффекты такой комбинации, вплоть до серотонинового синдрома. Кроме того, этот опыт для многих людей оказывается психологически крайне трудным и может быть связан с серьёзной опасностью для психического здоровья.
Триптамины, значительно повышающие уровни моноаминов в синаптической щели (AMT, 5-MeO-AMT, AET и др.), могут быть смертельно опасными в сочетании с ИМАО. Определённые подозрения вызывает безопасность использования ИМАО с таким триптамином, как DPT.
Метаболизм LSD в настоящее время ещё недостаточно хорошо изучен, но МАО, по-видимому, не принимает в нём никакого участия. Тем не менее, по мнению некоторых авторов, при использовании совместно с гармалой его эффекты усиливаются и продлеваются. То же самое касается и других эрголинов.
МАО играет второстепенную роль либо даже практически не участвует в метаболизме фенилэтиламиновых психоделиков. Поэтому приём ИМАО совместно с ними лишён практического смысла. Хотя, по сообщениям некоторых пользователей, и гармала, и моклобемид усиливают действие некоторых ФЭА, таких как 2C-B.
В большинстве случаев приём ИМАО с фенилэтиламиновыми психоделиками не несёт в себе серьёзной опасности для здоровья. Однако следует воздержаться от использования ИМАО совместно с фенилэтиламинами, содержащими серу, такими как 2C-T-7 и Aleph-7, вследствие их неоднозначного и малоисследованного действия на уровни моноаминов в мозге и высокой токсичности. Небезопасными могут также оказаться комбинации ИМАО с TMA-6 и TMA-2.

## Передозировка
Антидепрессанты ИМАО чрезвычайно токсичны при передозировке, причём симптомы интоксикации не обязательно проявляются немедленно. При остром отравлении большими дозами ИМАО наблюдаются общая слабость, головокружение, атаксия, смазанная речь, клонические подёргивания мышц; вслед за этим развиваются коматозные состояния или судорожные припадки (типа генерализованных эпилептиформных припадков) с последующей комой. После выхода из комы некоторое время может сохраняться состояние оглушения. В некоторых случаях кома не наступает, при этом начальные симптомы передозировки сменяются делириозным синдромом. Нарушения сознания при передозировке ИМАО отмечаются не всегда; в тех случаях, когда они отсутствуют, депрессия, ставшая причиной назначения ИМАО, очень быстро, приступообразно сменяется эйфорией.
Проявлениями передозировки также могут быть тревога, спутанность, гипертонический криз, нарушения сердечного ритма, рабдомиолиз, коагулопатии.
По причине высокой токсичности ИМАО пациентам с суицидальными наклонностями их следует выписывать в количествах, достаточных только на несколько дней приёма.